# Elder Lucy Smith
Elder Lucy Smith (Woodstock, 14 de enero de 1874 - Chicago, 18 de junio de 1952), también conocida como Lucy Turner Smith, fue una pastora pentecostal y sanadora afroamericana, quien fundó la Iglesia Pentecostal de Todas las Naciones en Chicago, Illinois. Su ministerio de sanación atrajo a un gran número de seguidores y su iglesia creció hasta tener 3,000 miembros. Fue la primera mujer en ser la pastora fundadora de una iglesia en Chicago. A su muerte en 1952, su funeral fue asistido por 60,000 personas, y se considera el funeral más grande celebrado en Chicago hasta esa fecha.

## Biografía
Lucinda Madden nació en Woodstock, Georgia, el 14 de enero de 1875. Fue una de seis hijos y fue criada solo por su madre. Lucy se casó con William Smith en 1896, y juntos tuvieron nueve hijos. La familia se mudó a Athens, Georgia, en 1908. Poco después, su esposo se fue, y Lucy comenzó a ganarse la vida cosiendo. Se mudó a Atlanta y luego a Chicago, donde llegó en 1910. William Smith se reunió con la familia en Chicago.
Lucy Smith se unió a la Iglesia Bautista cuando tenía 12 años. En Chicago, descubrió el pentecostalismo y, para 1912, asistía a la Stone Church, una asamblea pentecostal. Ella creía que tenía un don para la sanación por la fe y, en 1916, comenzó reuniones de oración en su casa con otras dos mujeres. A medida que las reuniones crecieron, la hermana Smith estableció la Iglesia Pentecostal de Todas las Naciones en la Avenida Langley en 1920. Al principio, la iglesia no tenía un edificio permanente y se modeló como una "reunión de carpa". A mediados de los años veinte, la hermana Smith decidió construir un nuevo edificio para la iglesia en la Avenida Langley, y la construcción se completó en diciembre de 1926. Esta sería la primera iglesia en Chicago establecida por una mujer pastora.
Además de su ministerio de sanación por la fe, la hermana Smith fue una predicadora dinámica. Desarrolló un programa activo de alcance comunitario, alimentando a miles durante la Gran Depresión. También desarrolló un robusto ministerio de música góspel. Todas las Naciones fue una de las primeras iglesias afroamericanas en transmitir servicios de adoración por la radio. Su nieta, "Pequeña Lucy" Smith Collier, fue una pianista y organista con formación clásica y una acompañante y cantante de góspel muy respetada. "Pequeña Lucy" comenzó a liderar el ministerio musical en la iglesia a los 12 años.
La hermana Smith vendió el edificio de la iglesia en la Avenida Langley en 1938 y construyó un nuevo edificio para la iglesia. En el apogeo de su popularidad, Todas las Naciones tenía una membresía de 3,000 personas. Al final de su ministerio, la hermana Smith estimó que había sanado a más de 200,000 personas durante sus sesiones semanales de sanación por la fe.
Murió el 18 de junio de 1952. Más de 60,000 personas asistieron a su funeral, que fue el más grande celebrado en Chicago hasta esa fecha. Su ataúd fue llevado al Cementerio Lincoln en un carro tirado por caballos.